# Deskový statek
Deskový statek je divadelní hra Václava Štěcha z roku 1908. Je to satirická komedie zabývající se politikou, jejíž děj je zasazený do doby Rakousko-uherské monarchie. Hru mělo na repertoáru Národní divadlo moravskoslezské, Činoherní klub, Slovácké divadlo a Divadlo Bolka Polívky.

## Děj
Příběh se odehrává v Praze v roce 1908, kdy císař František Josef I. oslavuje šedesáté výročí vlády. České území náleželo do Habsburské říše. Vlivný vlastník realitní kanceláře usiluje o politickou kariéru a sní o křesle starosty. Při dosahování svého cíle se spoléhá na podporu významných obyvatel města, kteří za zavřenými dveřmi kují složité, často protichůdné a neprůhledné plány na získání voličské přízně. Tyto intriky jsou příkladem typicky českého přístupu – směsice vypočítavosti a zbabělosti. Celou situaci okořeňuje skutečnost, že výraz „deskový statek“, původně označující právo majitele statku volit společně s velkostatkáři, je ve skutečnosti krycí název pro tajné obchodování se zbožím, které byste od realitní kanceláře rozhodně nečekali. Peníze totiž hrají největší roli. Když však jednoho dne za sekretářku v rodinné firmě zaskočí majitelova dcera Julie, zamiluje se do jednoho z klientů a začne odhalovat pravdu.

## Hlavní postavy
- Fistr, majitel realitní kanceláře
- Julie, jeho dcera
- Paní Hauenštajnová
- MUDr. Nekvinda, rodinný lékař
- Šorel, soukromník
- Revír z Chotyše, mladý šlechtic
- Stock ze Zweibrücku, šlechtic
- Paní Exnerová, vdova